# Spirou (stripblad)

Modern logo

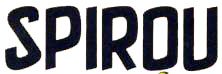
Logo rond 1960

Spirou is een Franstalig Belgisch stripweekblad van uitgeverij Dupuis, dat na enkele weken een Nederlandstalige versie kreeg: Robbedoes.

## Ontstaan
Na het succes van het weekblad Mickey, ontstaan in 1934 in Frankrijk, en het gigantische succes van de wekelijkse avonturen van Tintin in Le Petit Vingtième, kwamen er in Frankrijk en Wallonië vele stripbladen en jeugdbladen met stripverhalen op de markt.
Uitgeverij Dupuis, toen al een uitgever van enkele andere tijdschriften, besloot ook een stripweekblad op de markt te brengen, opgehangen aan het personage Spirou (Waals voor eekhoorn). De tekenaar Rob-Vel, pseudoniem van Robert Velter, werd aangezocht voor de titelreeks. Daarnaast waren er de avonturen van Baard en Kale (Tif et Tondu) door Fernand Dineur, een aantal Amerikaanse strips, en redactionele (tekst)pagina's. Het eerste nummer verscheen in april 1938, en enkele maanden later verscheen ook de Nederlandstalige versie, Robbedoes.

## Tweede Wereldoorlog
Robbedoes en Spirou werden al snel zeer populair, en groeiden van de originele 8 pagina's op groot formaat al snel naar 12 en 16 pagina's. Ook na de inval van de Duitsers in België bleef het blad verschijnen, maar in de loop van de oorlog werd de aanvoer van Amerikaanse strips stopgezet. Ook de toevoer van nieuwe pagina's van Rob-Vel, die in Frankrijk verbleef, verliep moeizaam. Joseph Gillain, een jonge striptekenaar die het pseudoniem Jijé gebruikte, kwam in 1941 in dienst van het weekblad, en nam al snel de titelreeks over. Hij voltooide ook een aantal Amerikaanse reeksen, en begon daarna aan eigen verhalen. Ook Sirius kwam erbij, zodat het blad een puur Belgische aangelegenheid werd.
Tegen het einde van de oorlog werd het papier schaars. De directie van Dupuis weigerde ook Duits toezicht op de publicaties van de uitgeverij. Dat leidde ertoe dat het tijdschrift in september 1943 zijn publicatie moest staken. Alle leden van de grote Robbedoesclub kregen wel nog een tweetal eenmalige boeken (almanakken) om de band te bewaren en het personeel van Dupuis en Robbedoes nog aan het werk te houden (tegen de deportatie door de Duitsers). Enkele weken na de bevrijding van Charleroi, in oktober 1944 verscheen het tijdschrift opnieuw.

## De gouden jaren

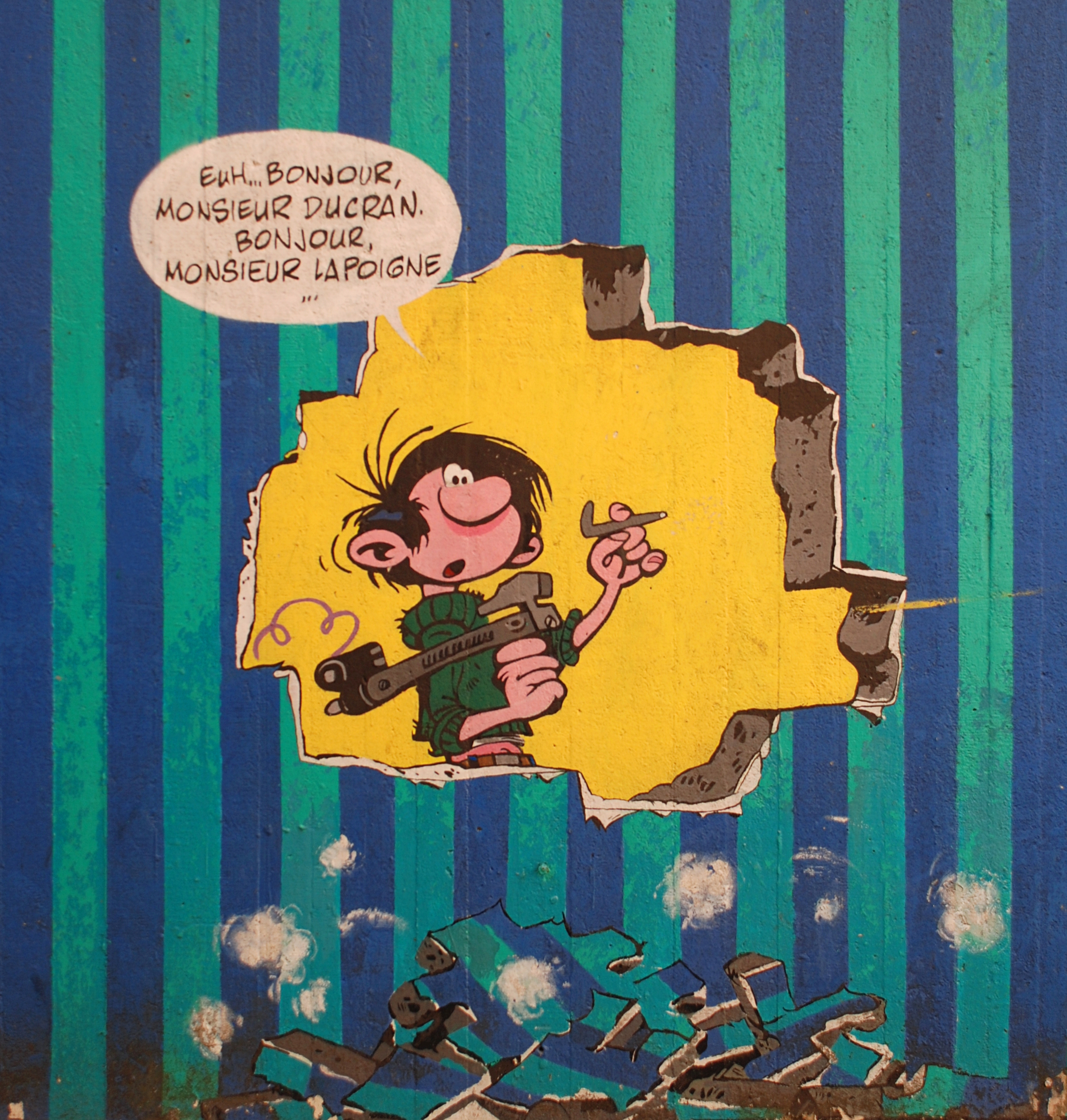
Stripmuur Guust in Louvain-la-Neuve.

De periode 1945 - 1960 wordt door stripkenners en nostalgici vaak beschouwd als de gouden jaren van het weekblad Robbedoes en van het Belgische stripverhaal in het algemeen.
Na de oorlog verschijnt Robbedoes bijna ogenblikkelijk opnieuw, nu op een kleiner formaat. Jijé is de centrale figuur, met elke week verschillende pagina's. Ook de Amerikaanse strips doen opnieuw hun intrede. In 1946 en 1947 komen dan enkele van de bepalende figuren van de geschiedenis van Robbedoes hun intrede doen. André Franquin, Victor Hubinon, Jean-Michel Charlier, Morris en Eddy Paape beginnen te werken voor het blad. Meer en meer worden opnieuw de Amerikaanse strips zoals Superman en Brick Bradford vervangen door klassieke Belgische strips als Lucky Luke, Buck Danny, Flip Flink of De Blauwe Sperwer.
Ook in de jaren nadien komen regelmatig belangrijke en minder belangrijke tekenaars zich bij het blad vervoegen, zoals Peyo in 1952, René Follet, Marcel Remacle, Jean Roba, Maurice Tillieux, Mitacq en Will. De belangrijkste nieuwe reeksen zijn Guust (vanaf 28 februari 1957), Johan en Pirrewiet met nadien De Smurfen, en Bollie en Billie.
Tegen 1960 heeft het blad een vaste vorm, met regelmatig een uitbreiding van het aantal pagina's tot 48 en nadien 52 pagina's, en alleen maar nieuwe, Europese strips, naast enkele redactionele pagina's. Het blad staat nu op zijn toppunt van verkoop en heeft een immense invloed op latere striptekenaars. Van veel verhalen uit het blad worden nadien ook albums uitgebracht door uitgeverij Dupuis, en deze zorgen voor een tweede constante stroom van inkomsten, die nadien geleidelijk aan het weekblad gaat overvleugelen.

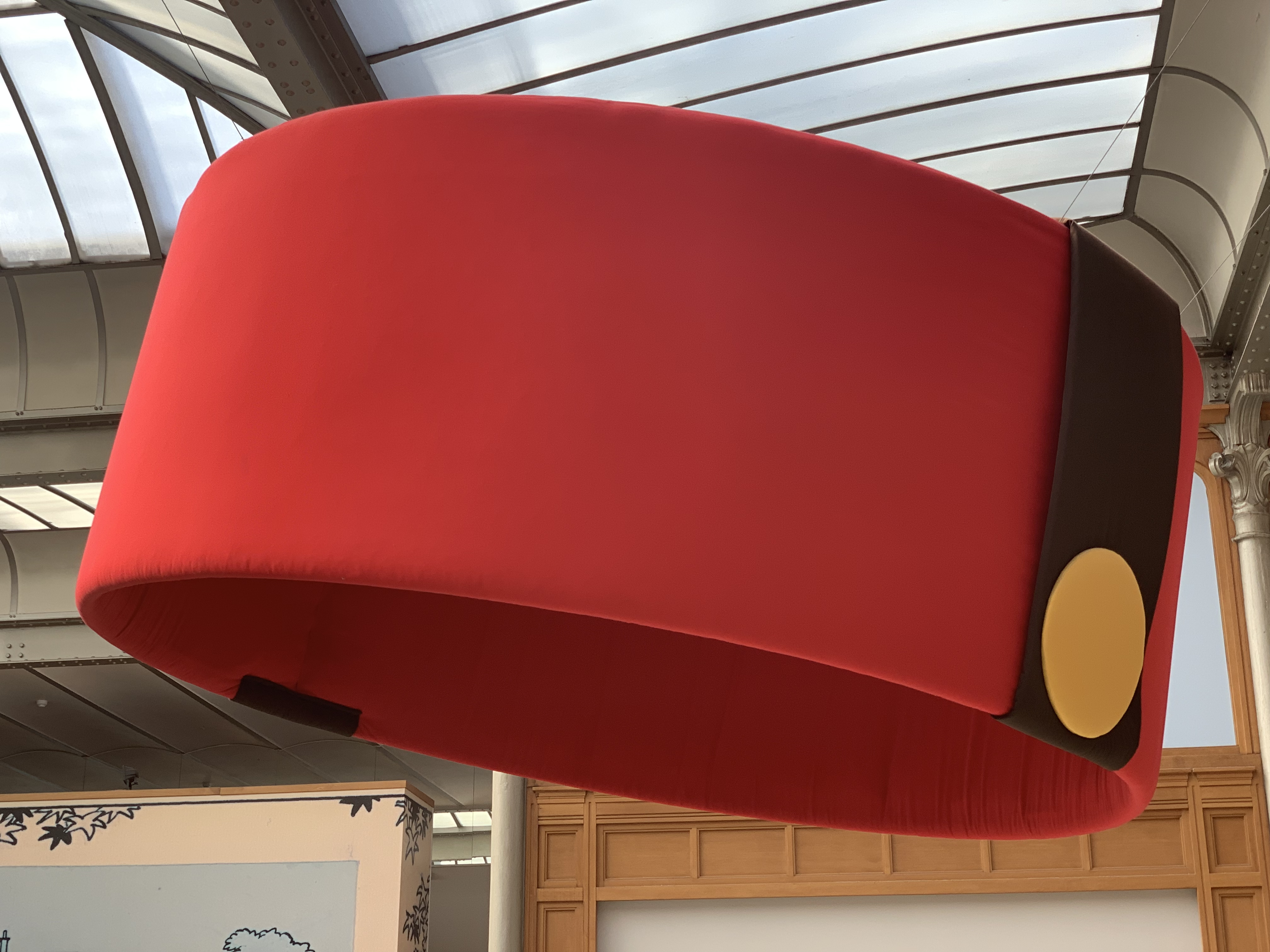
Het hoedje van stripfiguur Robbedoes staat symbool voor het weekblad - hier een groot exemplaar op een tentoonstelling in het Brussels Stripmuseum

## Verjonging in de jaren 1960 en 1970
De eerste jaren verandert er daarna niet te veel, met wel een sterkere redactionele werking via bijlages, acties, en speciale lay-out van het weekblad. Het is een levendige periode waarin het plezier van het maken van het weekblad nog steeds van de pagina's afdruipt, maar het commerciële aspect (met de merchandising en de reclame) en de concurrentie (vooral vanuit Frankrijk) worden belangrijker. Een aantal van de grote namen (Morris, Jijé, Hubinon, Paape en Will) stapt tijdelijk of definitief over naar andere uitgeverijen, en de vervangers kunnen logischerwijze niet direct hun plaats opvullen. Nieuwe namen zijn onder meer Jidéhem met Sophie, Arthur Piroton met Michel & Dick, Francis Bertrand met Bram Jager en zijn buur, Kiko met Foufi en Willy Lambil met Sandy & Hoppy.
In de vroege jaren zeventig start een aantal reeksen die nieuwe successen worden, en komen veel nieuwe tekenaars en scenaristen op de voorgrond.
De belangrijkste naam hierbij is Raoul Cauvin, cameraman bij de tekenfilmstudio van Dupuis, maar vanaf 1970 de hofleverancier als scenarist van komische reeksen in Robbedoes. Nieuwe tekenaars op de voorgrond zijn François Walthéry met Natasja, Roger Leloup met Yoko Tsuno, Berck met Sammy, en Louis Salvérius en nadien Lambil met De Blauwbloezen. Een belangrijke nieuwe scenarist is Jean-Marie Brouyère met onder meer Archie Cash en Aymone. 
In 1977 kent Spirou nog een groots moment als dertig weken lang een bijlage, Le Trombone illustré, wordt opgenomen, met volwassener werk van oude rotten als Franquin en nieuwe namen als Didier Comès. Deze bijlage verschijnt niet in Robbedoes, net zoals de meeste andere bijlages bij Spirou.

## 1980 tot 2008

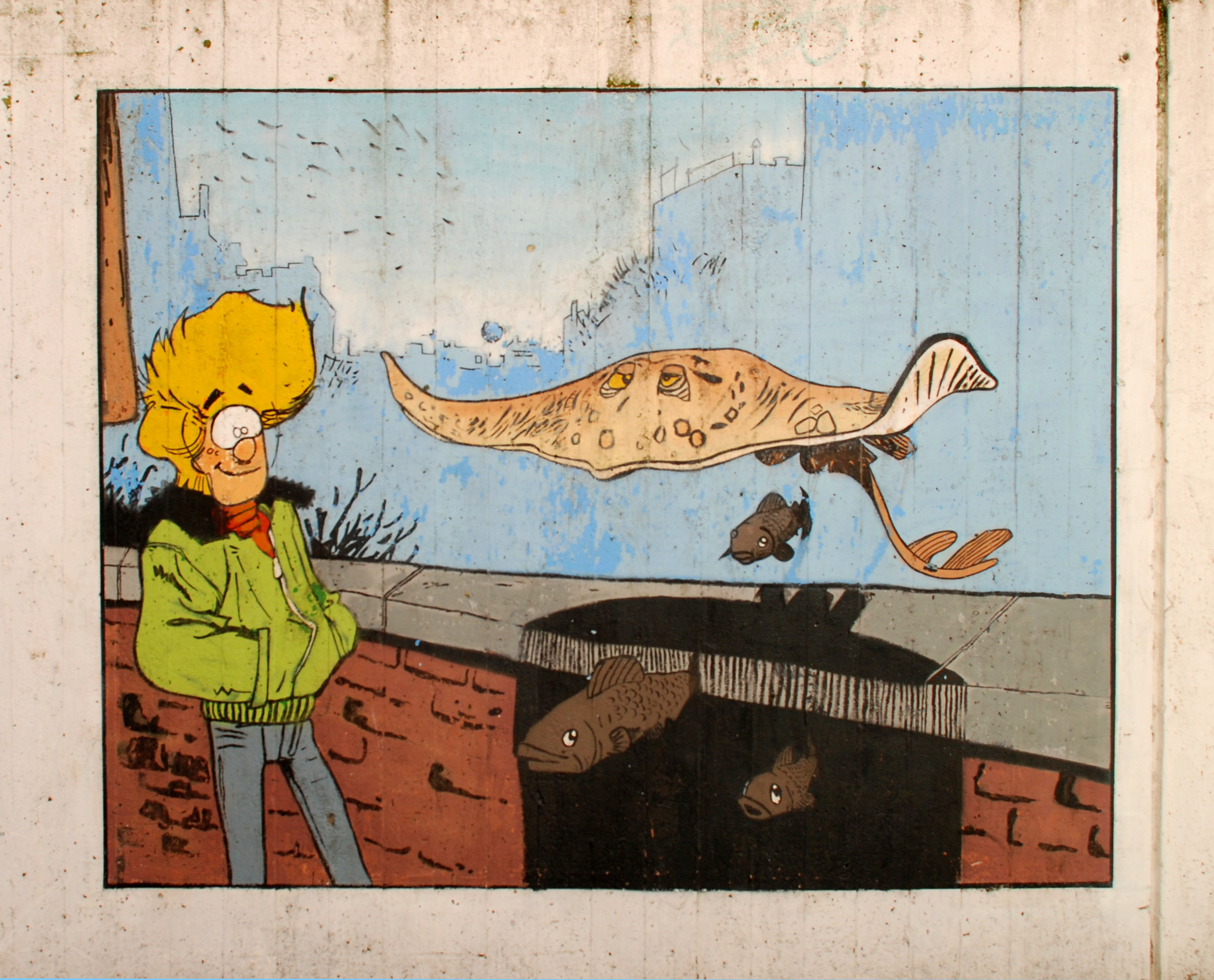
Stripmuur Broussaille (Frank Pé) in Louvain-la-Neuve.

In de vroege jaren tachtig zoekt Robbedoes naar een nieuwe identiteit, met verschillende formules, een eigen Vlaams-Nederlands gedeelte, en de keuze tussen meer volwassen verhalen en jeugdstrips. Eind jaren '80 bedenkt hoofdredacteur Patrick Pinchart een nieuwe formule met als titel SPIROU MAGAZIIIINE. Een belangrijk deel van het magazine wordt voorbehouden aan redactionele bijdragen, met spelletjes, lezersbrieven, besprekingen van films en boeken, een dierenrubriek en absurde teksten.
Sommige topreeksen zoals XIII en Jeremiah komen slechts voor een korte periode in het blad, andere, nieuwe reeksen houden het langer vol.
De oude generatie, voor zover ze al niet vertrokken was naar andere uitgeverijen, stopt met werken of sterft geleidelijk uit, met enkel Roba, Paape en Follet nog als belangrijke overblijvers in 2005.
Nieuwe of meer op de voorgrond tredende tekenaars en scenaristen zijn onder andere Tome en Janry, Bruno Gazzotti, Philippe Berthet, François Gilson, Philippe Bercovici, Zidrou, André Geerts, Yslaire, Marc Hardy, Midam, Frank Pé, ... Ook de Vlamingen Ikke (met Biebel) en Luc Cromheecke, en de Nederlander Gerrit de Jager werken enkele jaren voor het blad.
In 2005 wordt de Nederlandstalige versie van het blad opgedoekt.
Begin 2006 wordt een nieuwe formule uitgeprobeerd, als opvallender en dikker (68 pagina's) magazine. Oudere, klassieke strips zoals Guust Flater en Bollie en Billie worden opnieuw gepubliceerd. Deze nieuwe formule oogst veel kritiek en wordt ook een commerciële mislukking. Dimitri Kennes, algemeen directeur van Dupuis en pleitbezorger voor deze nieuwe formule, moet in maart 2006 ontslag nemen.

## 2008 tot heden
Hoofdredacteur Frédéric Niffle wist rust te brengen na enkele woelige jaren met snel wisselende leiding. In november 2017 volgde Florence Mixhel Frédéric Niffle op als hoofdredacteur van dit stripblad. Mixhel is ook de eerste vrouwelijke hoofdredacteur ooit van dit stripblad. In januari 2019 werd bekendgemaakt dat Morgan Di Salvia in juni 2019 de nieuwe hoofdredacteur van het tijdschrift werd.

## Hoofdredacteuren
- 1938-1948: Jean Doisy
- 1955-1968: Yvan Delporte
- 1969-1977: Thierry Martens
- 1978-1982: Alain De Kuyssche
- 1982-1987: Philippe Vandooren
- 1987-1993: Patrick Pinchart
- 1993-2004: Thierry Tinlot
- 2004-2005: Julien Brasseur
- 2005: Patrick Pinchart
- 2005-2007: Olivier van Vaerenbergh

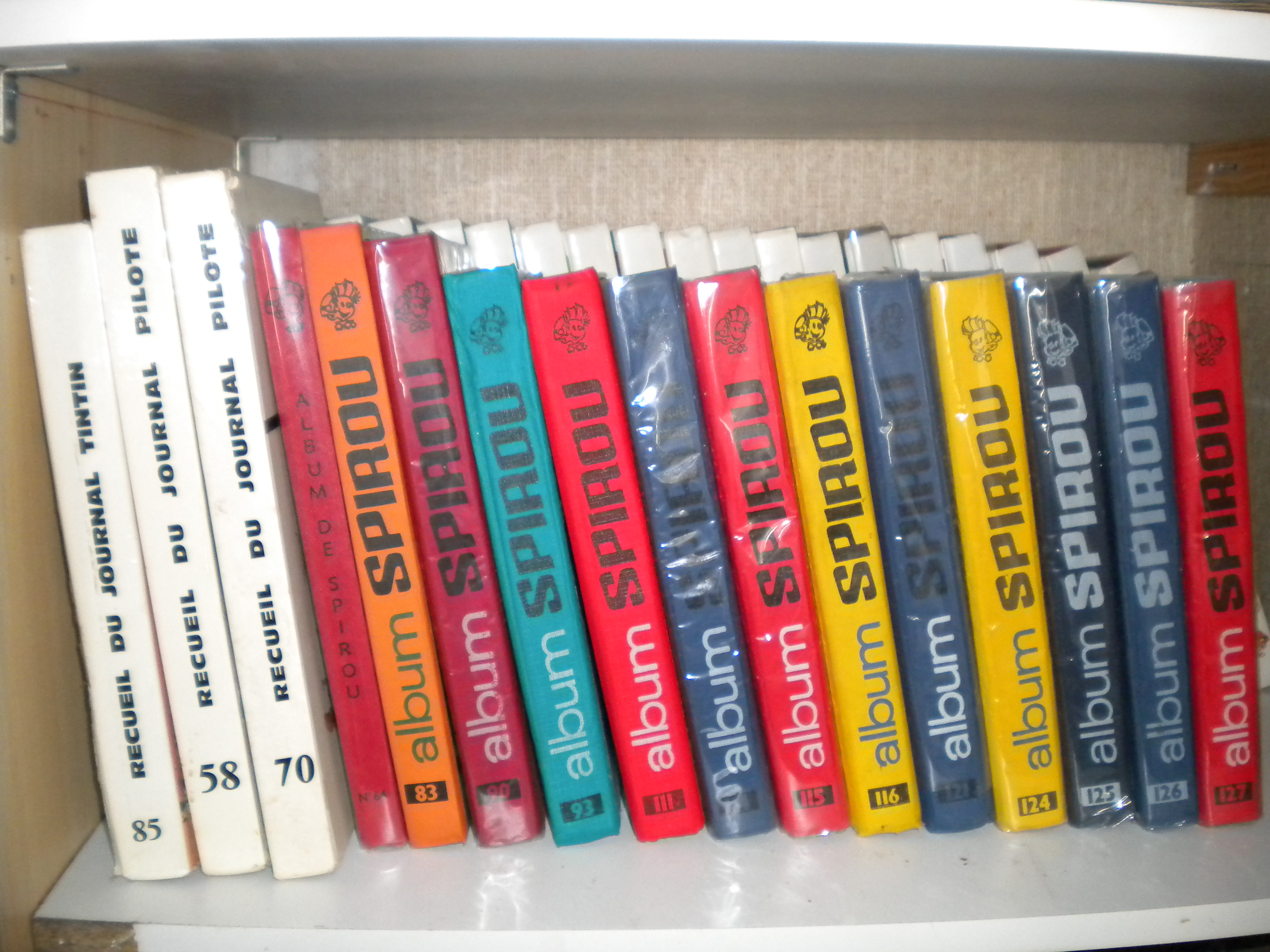
Verzamelbanden

- 2007-2008: Serge Honorez
- 2008-2017: Frédéric Niffle
- 2017-2018: Florence Mixhel
- 2019-2024: Morgan Di Salvia

## Bundelingen
Vanaf het begin, en ook weer in navolging van het Franse Mickey, zijn de weekbladen periodiek gebundeld en ook zo op de markt verschenen. Ook deze bundelingen, waar er ondertussen meer dan 250 van zijn, verschijnen nog steeds; die van Robbedoes verdwenen samen met het weekblad.

## Belangrijkste tekenaars en scenaristen
- Berck
- Philippe Bercovici
- Philippe Berthet
- Jean-Marie Brouyère
- Raoul Cauvin
- Jean-Michel Charlier
- Luc Cromheecke
- Gerrit de Jager
- Paul Deliège
- Yvan Delporte
- René Follet
- Jean-Claude Fournier

- Frank Pé
- André Franquin
- Bruno Gazzotti
- André Geerts
- François Gilson
- Marc Hardy
- René Hausman
- Victor Hubinon
- Ikke
- Janry
- Jidéhem
- Jijé

- Daniel Kox
- Lambil
- Laudec
- Roger Leloup
- Laurent Letzer
- Raymond Macherot
- Malik
- Midam
- Mitacq
- Morris
- Eddy Paape
- Peyo

- Marcel Remacle
- Renaud
- Jean Roba
- Sirius
- Francis
- Maurice Tillieux
- Tome
- Yslaire
- François Walthéry
- Marc Wasterlain
- Will
- Zidrou